# Hans Tietmeyer

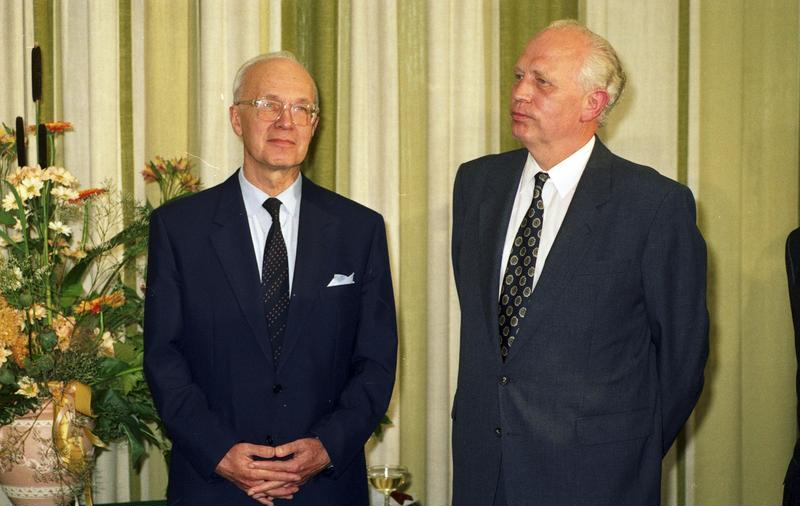
Hans Tietmeyer (rechts) mit Helmut Schlesinger, 1991

Hans Tietmeyer (* 18. August 1931 in Metelen; † 27. Dezember 2016 in Königstein im Taunus) war ein deutscher Volkswirt. Er war von 1982 bis 1989 Staatssekretär im Bundesfinanzministerium und fungierte gleichzeitig als Sherpa von Bundeskanzler Helmut Kohl bei den Weltwirtschaftsgipfeln. Bei den Verhandlungen zur Deutschen Wiedervereinigung war er 1990 Verhandlungsleiter der westdeutschen Delegation für die Deutsch-Deutsche Währungsunion. 1993 wurde er Präsident der Deutschen Bundesbank und besetzte dieses Amt, bis er 1999 in den Ruhestand ging. Tietmeyer war bis zur Schieflage in der Finanzkrise Aufsichtsratsmitglied der Hypo Real Estate.

## Leben
Hans Tietmeyer wurde 1931 als Sohn von Helene Tietmeyer, geborene Pieper, und ihrem Mann, dem Gemeinderentmeister Bernhard Tietmeyer, in Metelen in Westfalen geboren. Nach seinem Abitur am Gymnasium Paulinum in Münster studierte er ab 1952 zunächst Katholische Theologie und ab 1953 Volkswirtschaft und Sozialwissenschaften an der Westfälischen Wilhelms-Universität Münster, in Bonn und in Köln. Nach seinem Examen als Diplom-Volkswirt 1958 wurde er 1961 an der Universität Köln um Dr. rer. pol. promoviert.
Er wirkte von 1958 bis 1962 als Geschäftsführer der Studienförderung im bischöflichen Cusanuswerk. 1962 wechselte er als Hilfsreferent für Grundsatzfragen der Wirtschaftspolitik ins Bundeswirtschaftsministerium, 1966 stieg er zum Leiter des Referats Grundsatzfragen der Wirtschaftspolitik auf und war ab 1973 Ministerialdirektor und Leiter der Abteilung 1 – Wirtschaftspolitik. 1968 bis 1971 war er an der Universität Bochum und 1971/1972 in Köln Lehrbeauftragter für Europäische Wirtschaftspolitik. Von Oktober 1982 bis 1989 war er beamteter Staatssekretär im Bundesfinanzministerium.
Am 20. September 1988 scheiterte ein Anschlag auf ihn und seinen Fahrer, der aufgrund eines Bekennerschreibens der Rote Armee Fraktion zugeordnet wird. Tietmeyer hatte Glück, dass sich dabei eine Maschinenpistole verklemmt hatte und sein ungepanzerter Dienstwagen nur mit Schrotmunition getroffen wurde.
Bei den Verhandlungen zur Wiedervereinigung Deutschlands war er als Unterhändler und Berater von Bundeskanzler Helmut Kohl in Wirtschaftsfragen tätig. Ab 1990 war Tietmeyer Mitglied des Direktoriums der Deutschen Bundesbank. 1993 wurde er als Nachfolger von Helmut Schlesinger Bundesbankpräsident und hatte dieses Amt bis 1999 inne, sein Nachfolger wurde Ernst Welteke. Tietmeyer gilt als typischer Exponent der monetaristischen und im internationalen Vergleich recht restriktiven geldpolitischen Strategie der Bundesbank. Die unter seiner Ägide getroffenen Entscheidungen für sehr starke Zinserhöhungen nach der Wiedervereinigung werden in der Wirtschaftswissenschaft kontrovers diskutiert und von einigen Wirtschaftswissenschaftlern für das schnelle Abbrechen des Wiedervereinigungsbooms und den sehr scharfen Verlauf der nachfolgenden Krise verantwortlich gemacht. Helmut Schmidt äußerte in einem offenen Brief heftige Kritik an der Geldpolitik Tietmeyers, der seiner Ansicht nach die europäische Währungsunion verhindern wollte. Anlässlich des 60. Geburtstags der D-Mark im Juni 2008 bezeichnete Tietmeyer den Euro jedoch als großen Erfolg.
Tietmeyer erfuhr nachträglich telefonisch von Helmut Kohl, dass dieser sich – auf Drängen seines französischen Amtskollegen Mitterrand – dazu entschieden hatte, als 'Preis' für die Wiedervereinigung die D-Mark aufzugeben und den Euro einzuführen.
Bis Juli 2012 (Nachfolger: Wolfgang Clement) war er über einen Zeitraum von fast zwölf Jahren Kuratoriumsvorsitzender der Initiative Neue Soziale Marktwirtschaft. Von 2000 bis 2009 war er Präsident der EBS Universität für Wirtschaft und Recht in Oestrich-Winkel. Ein Mandat im Aufsichtsrat nahm Tietmeyer u. a. seit 2000 bei der BDO Deutsche Warentreuhand AG Wirtschaftsprüfungsgesellschaft, seit 2001 bei der Privatbank Hauck & Aufhäuser, seit 2002 bei der irischen DePfa Bank plc bzw. nach deren Übernahme 2008 durch die Hypo Real Estate Group bei der Muttergesellschaft wahr. Ende März 2004 hat er den Vorsitz von Aufsichtsrat und Aktionärsausschuss bei der Hauck & Aufhäuser übernommen. Bis zum 2. April 2008 war Tietmeyer Mitglied im Aufsichtsrat der DWS Investment GmbH.
Im September 2006 berichtete die britische Times, Tietmeyer sei für den Posten des Chefs der Vatikanbank im Gespräch.
Am 15. Oktober 2008 verkündete Bundeskanzlerin Angela Merkel während ihrer Rede im Bundestag zum „Finanzmarktstabilisierungsgesetz (FMStG)“, dass sie Hans Tietmeyer gebeten habe, den Vorsitz einer Expertengruppe zu übernehmen, welche Vorschläge für neue Regeln auf den Finanzmärkten erarbeiten sollte.
Dies wurde von den Oppositionsparteien, aber auch vom Koalitionspartner der CDU, der SPD, abgelehnt, da Tietmeyer, der zu diesem Zeitpunkt Aufsichtsratsmitglied bei der Hypo Real Estate war, eine Mitschuld an der schweren Krise der Bank zugeschrieben wurde.
Tietmeyer gab wenig später bekannt, dass er aufgrund der öffentlichen Diskussion um seine Person für dieses Amt nicht zur Verfügung stehe. Im November trat Tietmeyer als Aufsichtsrat der Hypo Real Estate zurück.
Tietmeyer war Mitglied des wissenschaftlichen Beirates der Päpstlichen Stiftung Centesimus Annus Pro Pontifice (CAPP) und Mitglied der Päpstlichen Akademie der Sozialwissenschaften. Außerdem war er Mitglied der Jury, die alle zwei Jahre die Preisträger des Westfälischen Friedenspreises ernennt. Er war Mitglied im Hochschulrat der Katholischen Universität Eichstätt-Ingolstadt. Er war ebenfalls Mitvorsitzender der Friedrich-August-von-Hayek-Stiftung, außerdem Ehrenmitglied des katholischen Studentenvereins K.St.V. Arminia Bonn im KV.
Hans Tietmeyer war mit Marie-Therese Tietmeyer, geborene Kalff, verheiratet und hatte zwei Kinder (Monika und Markus).

## Leistungssport
Tietmeyer war als Tischtennisspieler aktiv. Mit dem Verein TTV Metelen stieg er 1950 in die höchste deutsche Spielklasse Oberliga auf. 1954 wechselte er zum DJK Köln. 1956 wurde er mit der Mannschaft der Universität zu Köln Deutscher Hochschulmeister, im Einzel verlor er im Endspiel gegen Hans-Karl Emmerich. Sein Bruder Klemens gehörte in den 1950er Jahren zu den stärksten Tischtennissportlern in Deutschland.

## Auszeichnungen (Auszug)
- Bundesverdienstkreuz 1. Klasse (1978)
- Ehrenbürger von Metelen
- Großes Verdienstkreuz mit Stern (1989) und Schulterband des Verdienstordens der Bundesrepublik Deutschland (1996)
- Europäischer Handwerkspreis (1997)[20]
- Ehrendoktorwürde für Wirtschaftswissenschaften der Westfälischen Wilhelms-Universität Münster, der University of Maryland, der Katholischen Universität Eichstätt-Ingolstadt und der Université de Paris-Dauphine
- Honorarprofessur für Volkswirtschaftslehre der Wirtschaftswissenschaftlichen Fakultät der Martin-Luther-Universität Halle-Wittenberg
- Award for Lifetime Achievement in International Finance (1999)
- Großkreuz des Verdienstordens der Bundesrepublik Deutschland (1999)
- Großkreuz des Verdienstordens der Italienischen Republik (2000)
- Ludwig-Erhard-Medaille 2000 für Verdienste um die Soziale Marktwirtschaft
- Hessischer Verdienstorden (2001)[21]
- Großkreuz des Gregoriusordens (Cavaliere di Gran Croce dell’Ordine di San Gregorio Magno) für sein Engagement um das Cusanuswerk (2011)

## Veröffentlichungen (Auswahl)
- Währungsstabilität für Europa. Beiträge, Reden und Dokumente zur europäischen Währungsintegration aus vier Jahrzehnten. Nomos, Baden-Baden 1996, ISBN 3-7890-4281-1.
- The social market economy and monetary stability. Economica, London 1999, ISBN 1-902282-06-X.

- Herausforderung Euro. Wie es zum Euro kam und was er für Deutschlands Zukunft bedeutet. Hanser, München 2005, ISBN 3-446-40030-3.